# East Village
East Village je místní část newyorské čtvrti Manhattan. Leží východně od Greenwich Village, jižně od Gramercy a Stuyvesant Town a severně od Lower East Side. Nachází se zde více menších částí, včetně Alphabet City a Bowery.
Původně se tato čtvrť považovala za součást Lower East Side, ale v 60. letech 20. století se zde začala vyvíjet vlastní kultura jakožto „East Village“, když se sem začali stěhovat umělci a členové hippies, ovlivněni základnou beatníků, kteří zde žili od 50. let. Toto místo je známé jako rodiště několika uměleckých hnutí, například punk rocku a literárního hnutí Nuyorican.

### Externí odkazy

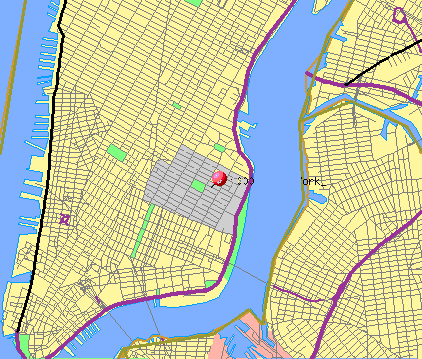
Poloha